# Arthur Cornelius Twomey
Pour les articles homonymes, voir Twomey.
Arthur Cornelius Twomey est un ornithologue américain né le 15 octobre 1908 et mort le 10 novembre 1996.

## Biographie
Il étudie les oiseaux de l'Utah en 1937, puis réalise sa première grande expédition dans la péninsule d'Ungava, au Canada, en janvier 1938. En 1939, il collecte en Terre de Feu, au Pérou et aux îles Galápagos. Entre 1946 et 1947, il est conservateur en ornithologie au Carnegie Museum of Natural History. Il participe à des missions en Afrique en 1960, 1961, 1963 et 1964.